# 明斯特林根

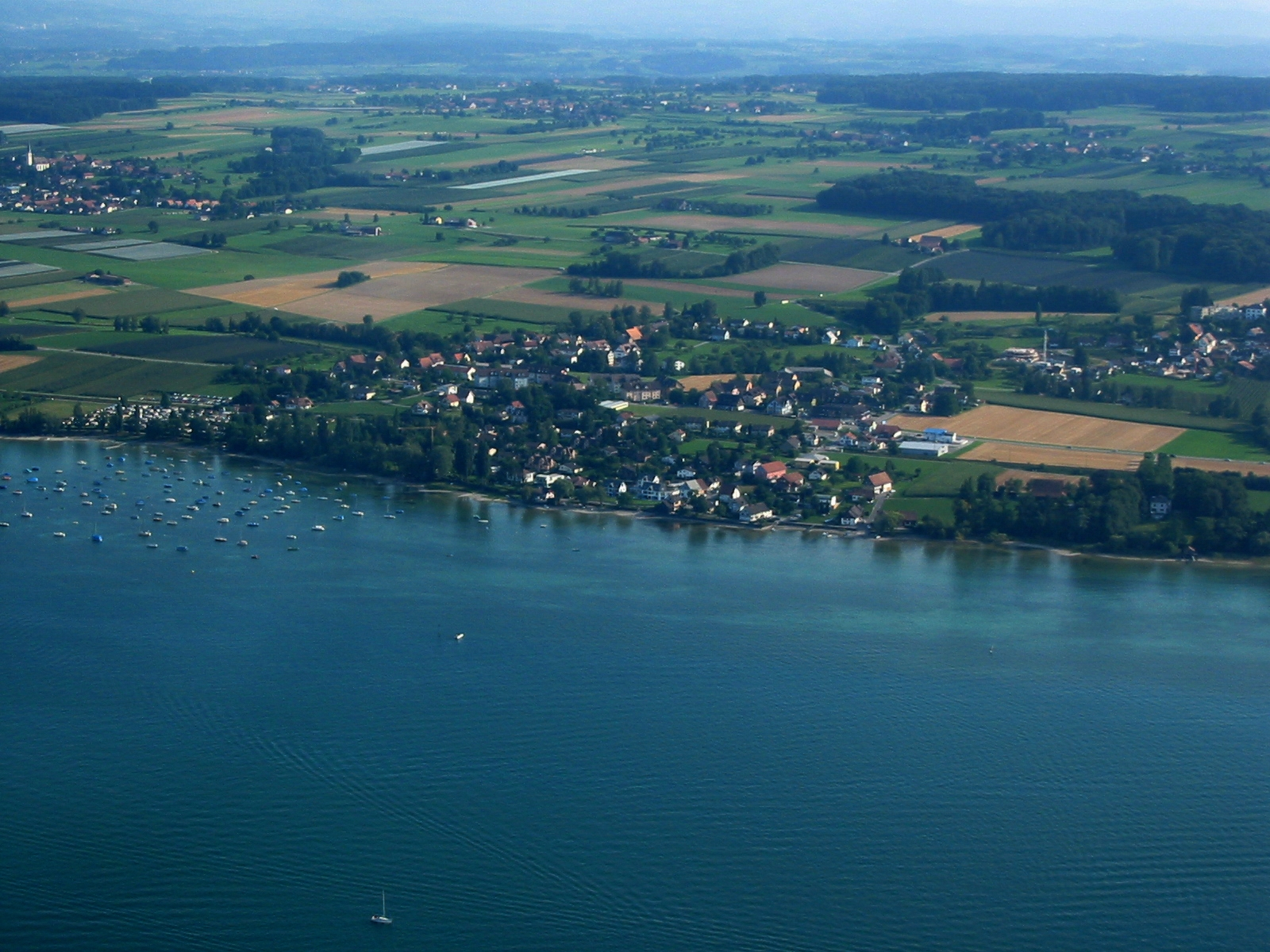

明斯特林根是瑞士的城鎮，位於該國東北部，由圖爾高州負責管轄，面積5.42平方公里，海拔高度405米，2012年人口3,054，四成人口信奉基督教，人口密度每平方公里563人。